# Hermann Fischer (Komponist)
Hermann Fischer (* 12. März 1867 in Charlottenburg bei Berlin; † 6. April 1930 in Schaffhausen) war ein preußischer Militärmusiker, Trompeter, Orchesterleiter und Komponist verschiedener Märsche.

## Biografie
Hermann Fischer trat 1884 dem Trompeterkorps des preußischen Husaren-Regiments Nr. 16 bei. 1895 wechselte er als Trompeter in das Königs-Ulanen-Regiment (1. Hannoversches) Nr. 13 in Hannover. Dort leitete er als Stabstrompeter der Regimentskapelle beispielsweise die musikalische Untermalung während der Radrennen der von Carl Wagener im Nordstädter Gesellschaftshaus am 28. Februar 1896 eröffneten ersten Winter-Radrennbahn in Deutschland. Für die Allgemeine Radfahrer-Union komponierte er einen Marsch. 1906 trat Fischer dem 2. Garde-Ulanen-Regiment bei.
Aufgrund seines reichen Erfahrungsschatzes konnte Fischer, der sich in den ersten Jahren des 20. Jahrhunderts als Kapellmeister einen Namen gemacht hatte, 1909 als Orchesterleiter in Überlingen am Bodensee tätig werden. 1913 wechselte er in eine ähnliche Position in die Stadt Biel in der Schweiz.
Nach dem Ersten Weltkrieg übersiedelte Fischer 1919 nach Schaffhausen, wo er im Folgejahr 1920 das Schaffhausener Männer-Orchester gründete.
Zwei der von Hermann Fischer komponierten Kavalleriemärsche wurden Teil der preußischen Armeemarschsammlung.

## Werke (Auswahl)
- 1909 Kavallerie-Präsentiermarsch (Armeemarsch III, 121)
- 1909 Marsch der Lanzenreiter des Regiments „von Ruesch“ (Armeemarsch III, 120)
- Allgemeiner Radfahrer-Union-Marsch
- Jubiläums-Fest-Marsch[1]